# ميتز إن كوتور
ميتز إن كوتور (بالفرنسية: Metz-en-Couture)‏ هي بلدية تقع في إقليم باد كاليه من منطقة نور با دو كاليه في شمال فرنسا. تبلغ مساحة هذه المدينة 10.73 (كم²)، وترتفع عن سطح البحر 136 م، يبلغ عدد سكانها 637 نسمة حسب إحصاء المعهد الوطني للإحصاء والدراسات الاقتصادية سنة 2009 م. وترأس Patrick Machut البلدية خلال فترة (2008-2014).